# Сем Вебстер
Сем Вебстер (англ. Sam Webster, нар. 16 липня 1991, Окленд, Нова Зеландія) — новозеландський велогонщик, срібний призер Олімпійських ігор 2016 року.

## Виступи на Олімпіадах
| Олімпіада           | Дисципліна       | Місце |
| ------------------- | ---------------- | ----- |
| Ріо-де-Жанейро 2016 | спринт           | 12    |
| Ріо-де-Жанейро 2016 | кейрін           | 7     |
| Ріо-де-Жанейро 2016 | командний спринт | 2     |

## Зовнішні посилання
- Сем Вебстер — олімпійська статистика на сайті Sports-Reference.com (англ.) (архівна версія)

1. ↑  https://www.stuff.co.nz/sport/olympics/125744521/from-kerikeri-to-invercargill-where-new-zealands-tokyo-olympians-went-to-school